# Passiflora picturata
Passiflora picturata Ker Gawl. – gatunek rośliny z rodziny męczennicowatych (Passifloraceae Juss. ex Kunth in Humb.). Występuje naturalnie w Wenezueli, Surinamie oraz Brazylii (w stanach Acre, Pará, Rondônia, Roraima, Alagoas, Ceará, Piauí i Mato Grosso). Według niektórych źródeł rośnie także w Kolumbii.

## Morfologia
PokrójZdrewniałe, trwałe, owłosione liany.
LiścieOwalne, ścięte lub prawie sercowate u podstawy. Mają 3,5–6 cm długości oraz 4–7 cm szerokości, całobrzegie. Ogonek liściowy jest owłosiony i ma długość 20–60 mm. Przylistki są owalne o długości 7 mm.
KwiatyPojedyncze. Działki kielicha są podłużnie eliptyczne, mają 2,5 cm długości. Płatki są podłużnie eliptyczne, mają 2,5 cm długości. Przykoronek ułożony jest w 1–2 rzędach, zielono-fioletowy, ma 5–20 mm długości.
OwoceSą kulistego kształtu. Mają 3–3,5 cm średnicy.

## Biologia i ekologia
Występuje w lasach, na sawannach oraz wśród roślinności krzewiastej na wysokości do 1300 m n.p.m.